# Krašić
Krašić é uma vila e município da Croácia localizado no condado de Zagreb.

## Localidades
O município de Krašić é composto de 33 localidades: 
| - Barovka - Begovo Brdo Žumberačko - Brezarić - Brlenić - Bukovica Prekriška - Careva Draga - Čučići - Čunkova Draga - Dol - Donje Prekrižje - Gornje Prekrižje | - Hrženik - Hutin - Jezerine - Konjarić Vrh - Kostel Pribićki - Krašić - Krnežići - Krupače - Kučer - Kurpezova Gorica - Medven Draga | - Mirkopolje - Pećno - Pribić - Pribić Crkveni - Prvinci - Radina Gorica - Rude Pribićke - Staničići Žumberački - Strmac Pribićki - Svrževo - Vranjak Žumberački |